# Merodon arrasus
Merodon arrasus är en tvåvingeart som beskrevs av Becker 1921. Merodon arrasus ingår i släktet narcissblomflugor, och familjen blomflugor.
Artens utbredningsområde är Marocko. Inga underarter finns listade i Catalogue of Life.